# ۱۱۴۲ (خورشیدی)
۱۱۴۲ هزار و صد و چهل و دومین سال هجری خورشیدی است.